# Tallinn Black Nights Film Festival
Il Tallinn Black Nights Film Festival (Tallinna Pimedate Ööde filmifestival o PÖFF) è un festival cinematografico che si svolge ogni anno nel mese di novembre a Tallinn dal 1997.

## Albo d'oro

### Lupo d'oro
| Anno | Film                        | Regista                     | Nazione       |
| ---- | --------------------------- | --------------------------- | ------------- |
| 2004 | Shiza                       | Gulshat Omarova             | Kazakistan    |
| 2005 | Shanghai Dreams (Qīng hóng) | Wang Xiaoshuai              | Cina          |
| 2006 | Azuloscurocasinegro         | Daniel Sánchez Arévalo      | Spagna        |
| 2007 | Takva                       | Özer Kızıltan               | Turchia       |
| 2008 | Hunger                      | Steve McQueen               | Regno Unito   |
| 2009 | Ajami                       | Scandar Copti e Yaron Shani | Israele       |
| 2010 | Sčast'e moë                 | Serhij Loznycja             | Ucraina       |
| 2011 | A Simple Life (Táo Jiě)     | Ann Hui                     | Cina          |
| 2012 | Dom s bashenkoy             | Eva Neymann                 | Ucraina       |
| 2013 | La grande bellezza          | Paolo Sorrentino            | Italia        |
| 2014 | Lucifer                     | Gust Van den Berghe         | Belgio        |
| 2015 | Sado                        | Lee Joon-ik                 | Corea del Sud |
| 2016 | Lev shaket                  | Eitan Anner                 | Israele       |
| 2017 | Tunku Kyrsyk                | Temirbek Birnazarov         | Turchia       |

### Premio del pubblico
| Anno | Film                                                                    | Regista                         | Nazione                    |
| ---- | ----------------------------------------------------------------------- | ------------------------------- | -------------------------- |
| 1998 | Gatto nero, gatto bianco (Crna mačka, beli mačor)                       | Emir Kusturica                  | Jugoslavia                 |
| 1999 | Ghost Dog - Il codice del samurai (Ghost Dog: The Way of the Samurain)  | Jim Jarmusch                    | Stati Uniti                |
| 2000 | Dancer in the Dark                                                      | Lars von Trier                  | Danimarca                  |
| 2001 | Il favoloso mondo di Amélie (Le Fabuleux Destin d'Amélie Poulain)       | Jean-Pierre Jeunet              | Francia                    |
| 2002 | Parla con lei (Hable con ella)                                          | Pedro Almodóvar                 | Spagna                     |
| 2003 | Nousukausi                                                              | Johanna Vuoksenmaa              | Finlandia                  |
| 2004 | Ferro 3 - La casa vuota (Bin-jip)                                       | Kim Ki-duk                      | Corea del Sud              |
| 2005 | L'arco (Hwal)                                                           | Kim Ki-duk                      | Corea del Sud              |
| 2006 | Intramontabile effervescenza (Elsa y Fred)                              | Marcos Carnevale                | Argentina                  |
| 2007 | 2 giorni a Parigi (2 Days in Paris)                                     | Julie Delpy                     | Francia                    |
| 2008 | The Wrestler                                                            | Darren Aronofsky                | Stati Uniti                |
| 2009 | non assegnato                                                           |                                 |                            |
| 2010 | non assegnato                                                           |                                 |                            |
| 2011 | non assegnato                                                           |                                 |                            |
| 2012 | Oh Boy - Un caffè a Berlino (Oh Boy)                                    | Jan Ole Gerster                 | Germania                   |
| 2013 | Alabama Monroe - Una storia d'amore (The Broken Circle Breakdown)       | Felix van Groeningen            | Belgio                     |
| 2015 | Vita da vampiro - What We Do in the Shadows (What We Do in the Shadows) | Jemaine Clement e Taika Waititi | Nuova Zelanda/ Stati Uniti |
| 2015 | non assegnato                                                           |                                 |                            |
| 2016 | Queen of Spades                                                         | Pavel Lungin                    | Russia                     |
| 2017 | Tulipani: Liefde, Eer en een Fiets                                      | Mike van Diem                   | Paesi Bassi                |
| 2022 | Amusia                                                                  | Marescotti Ruspoli              | Italia                     |